# Havana Rose Liu
Havana Rose Liu, née en 1997 à Brooklyn (New York), est une actrice et mannequin américaine. Elle est notamment connue pour ses rôles au cinéma dans The Sky Is Everywhere (2022) et Sans Issue (2022).

## Biographie
Elle grandit à Brooklyn et fréquente une école privée de New York. Elle a un petit frère. 

## Carrière
Elle se fait connaître au cinéma dans le drame Mayday de Karen Cinorre.
En 2022, elle incarne le rôle de Darby dans le thriller Sans issue, basé sur le roman No Exit de 2017 de Taylor Adams.
En avril 2022, elle est annoncée au casting de la comédie adolescente Bottoms d'Emma Seligman.

## Vie privée
Lors d'une interview en 2023, Liu dévoile être pansexuelle.

## Filmographie

### Cinéma
- 2021 : Mayday de Karen Cinorre : Bea[3]
- 2022 : The Sky Is Everywhere de Josephine Decker : Bailey
- 2022 : Sans Issue de Damien Power : Darby
- 2023 : Bottoms d'Emma Seligman
- 2024 : L'I.A. du mal (AfrAId) de Chris Weitz
- 2026 : Her Private Hell de Nicolas Winding Refn

### Télévision
- 2021 : Directrice : Sarah (2 épisodes)
- 2023 : American Horror Stories : Sasha (saison 3, épisode 4)